# Montevideo (Rotterdam)
Pour les articles homonymes, voir Montevideo.
Le Montevideo est un gratte-ciel résidentiel de 43 étages et d'une hauteur de 139,5 m, situé au bord de la rivière Nouvelle Meuse dans la ville néerlandaise Rotterdam. Sur son toit est placé son logo, une lettre « M » de 8 × 8 m ce qui donne à la tour une hauteur totale de 152,3 m.

## Description
La tour est bâtie dans le quartier sud de Rotterdam, dans l'arrondissement de Feijenoord et sur la pointe sud appelée la Kop van Zuid.   
Les travaux de construction de la tour débutent le 31 mars 2003. Conçue par le cabinet d'architectes Mecanoo, établissement commissionné pour le projet de construction en 1999, la tour est ouverte le 19 décembre 2005. Elle dispose de 192 appartements, de 6 050 m2 d'espaces pour bureaux, et de 1 933 m2 d'espace commercial. Le bâtiment est nommé d'après la capitale de l'Uruguay, Montevideo. Le logo placé sur le toit est également conçu pour être une girouette géante. La présence de cet élément architectural, d'une envergure de 8 m, porte la hauteur totale de la tour à 152,3 m,.

## Récompenses
Le bâtiment a reçu une mention d'honneur décernée par le prix international « Highrise Award », en 2006. Il s'est également vu décerner le prix Dedallo Minosse. En outre, il a fini à la troisième place en 2005 dans la sélection pour le prix Emporis Skyscraper Award

## Galerie

Tour Montevideo
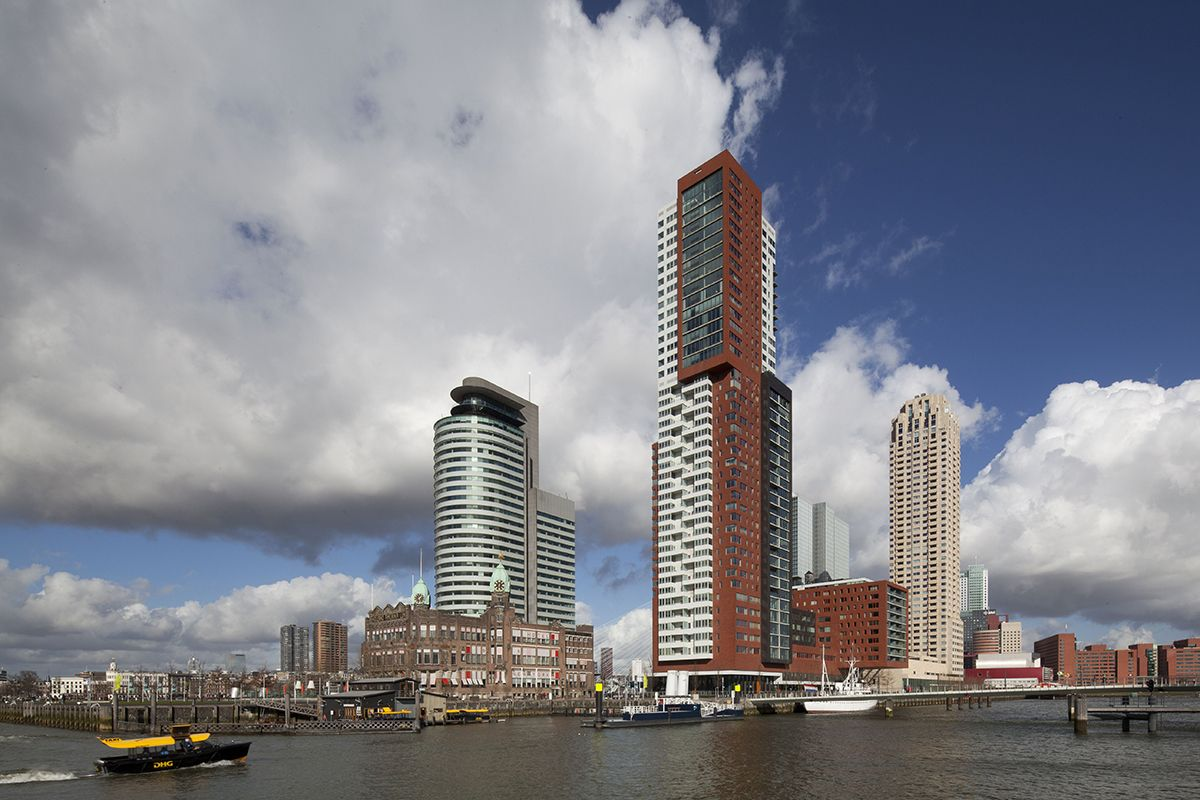
La tour et son environnement.
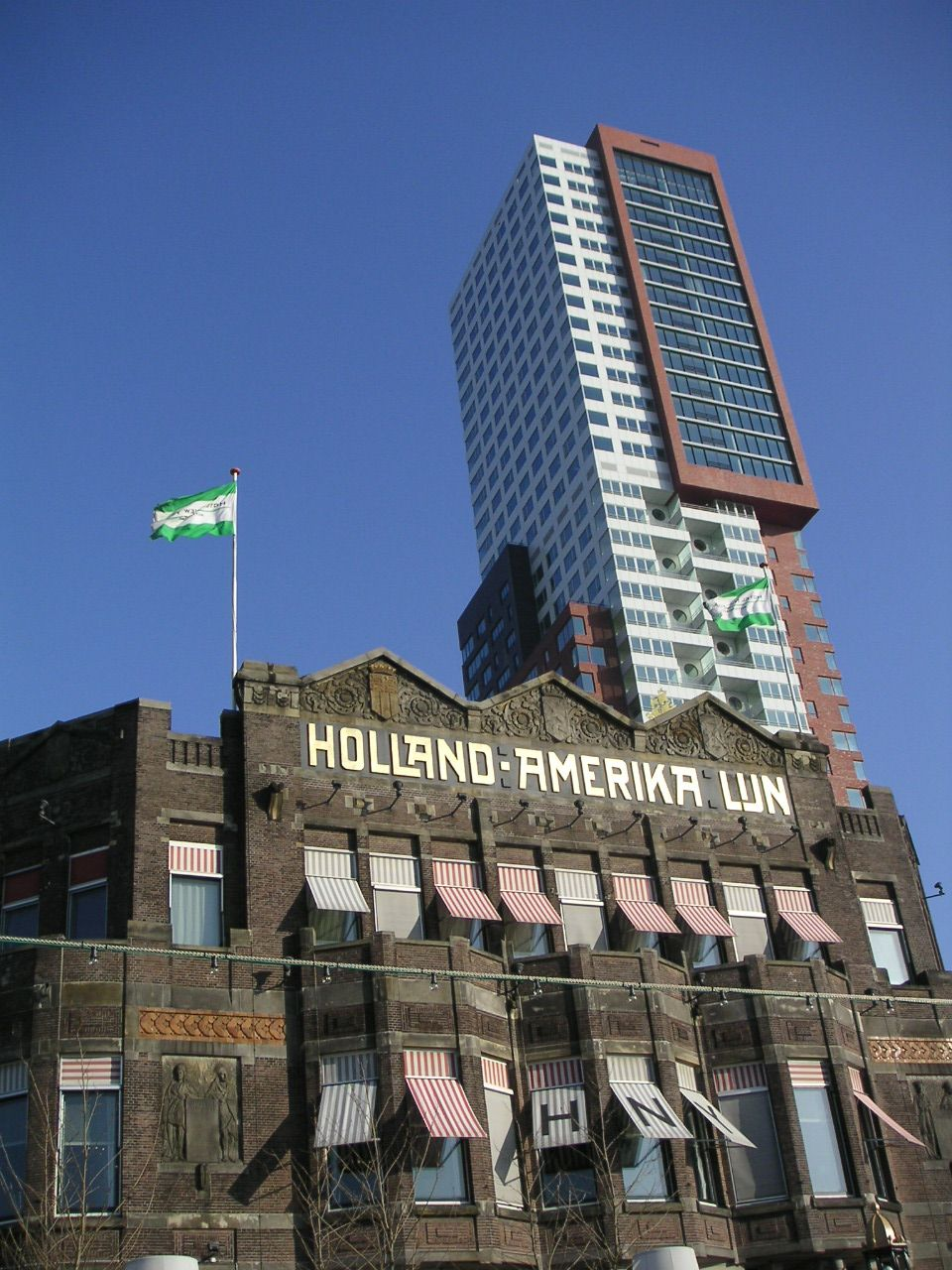
La tour et l'Hôtel New York (ancien siège de la Holland America Line).
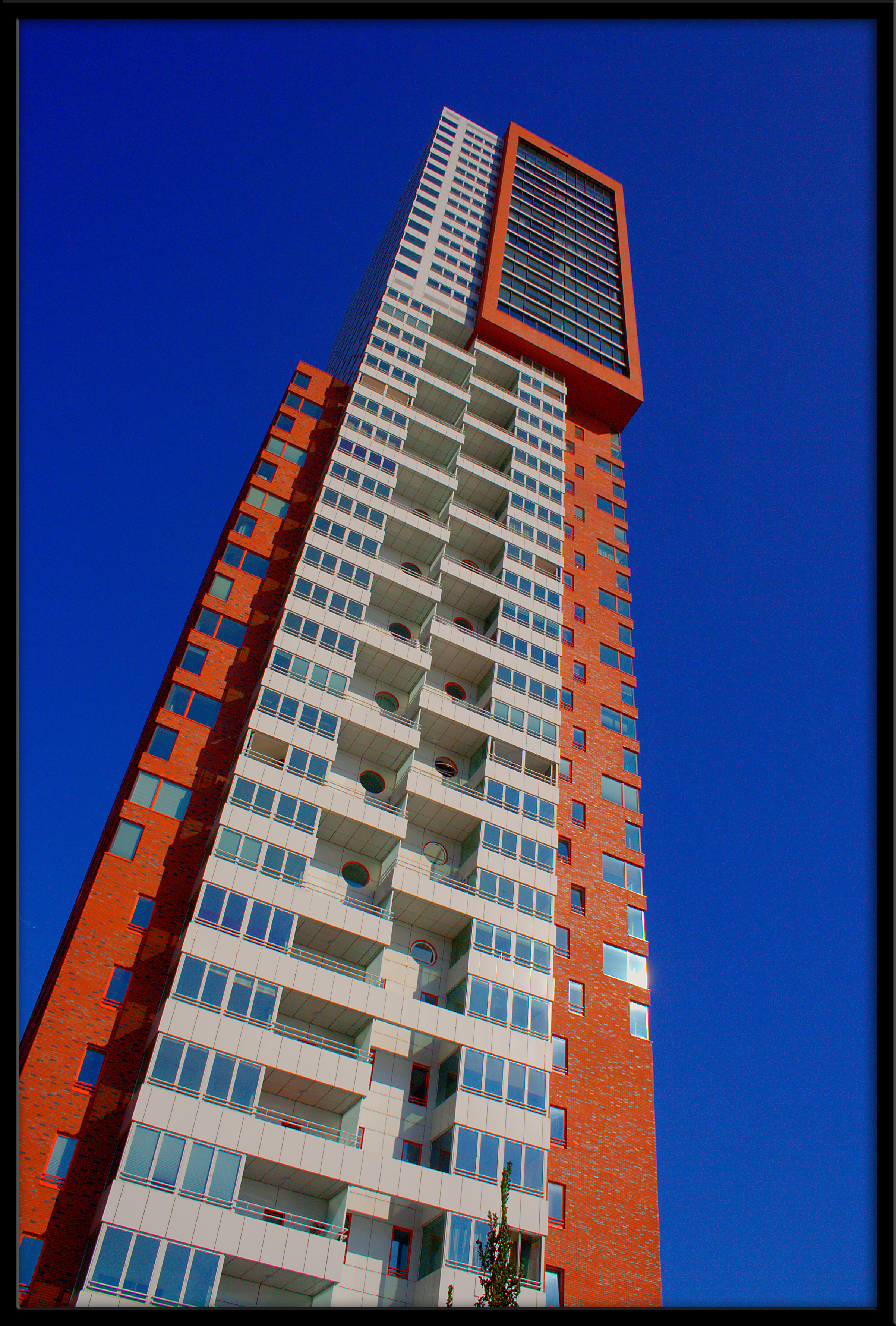
Le Montevideo.
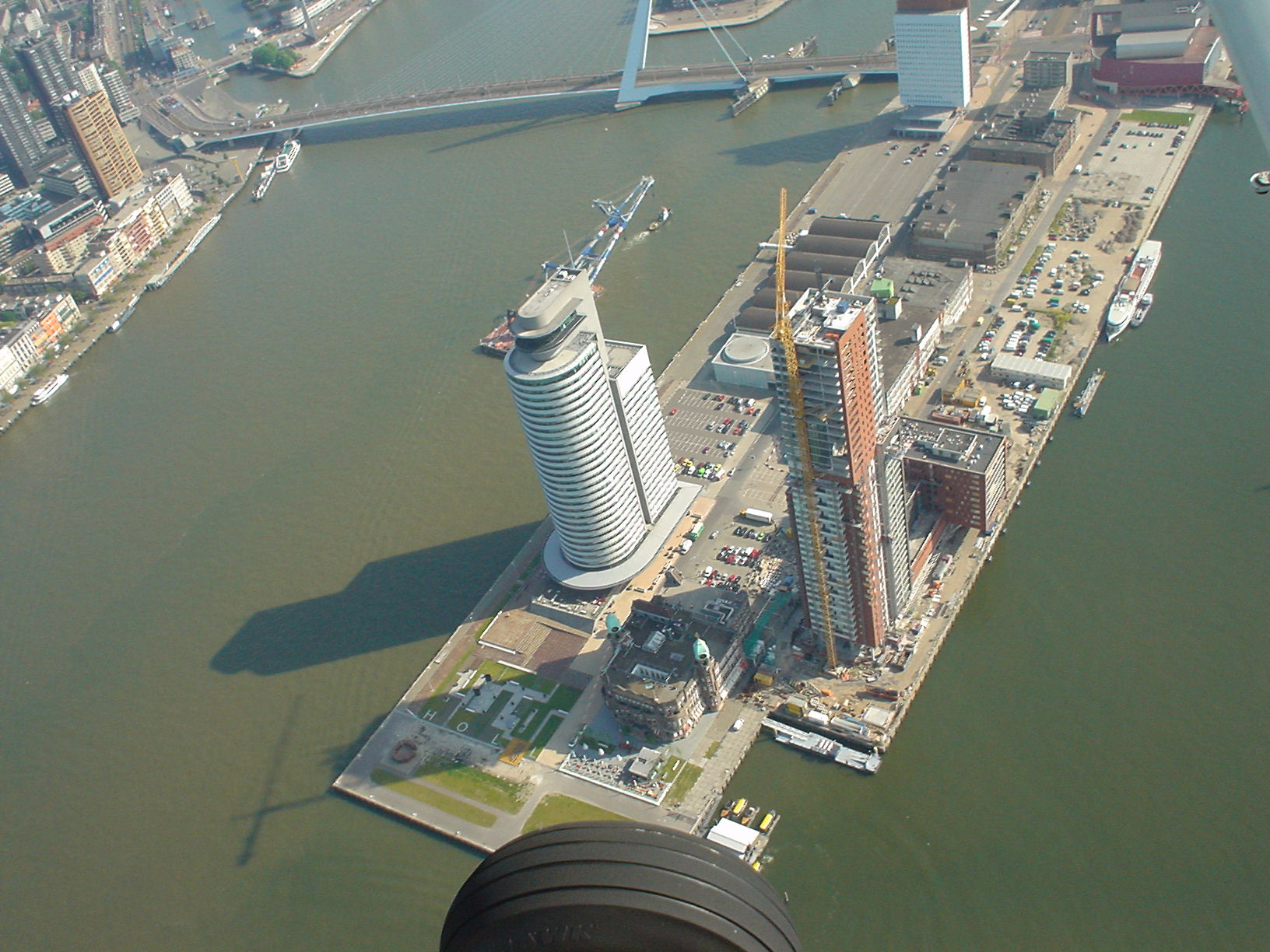
La tour et le World Port Center.
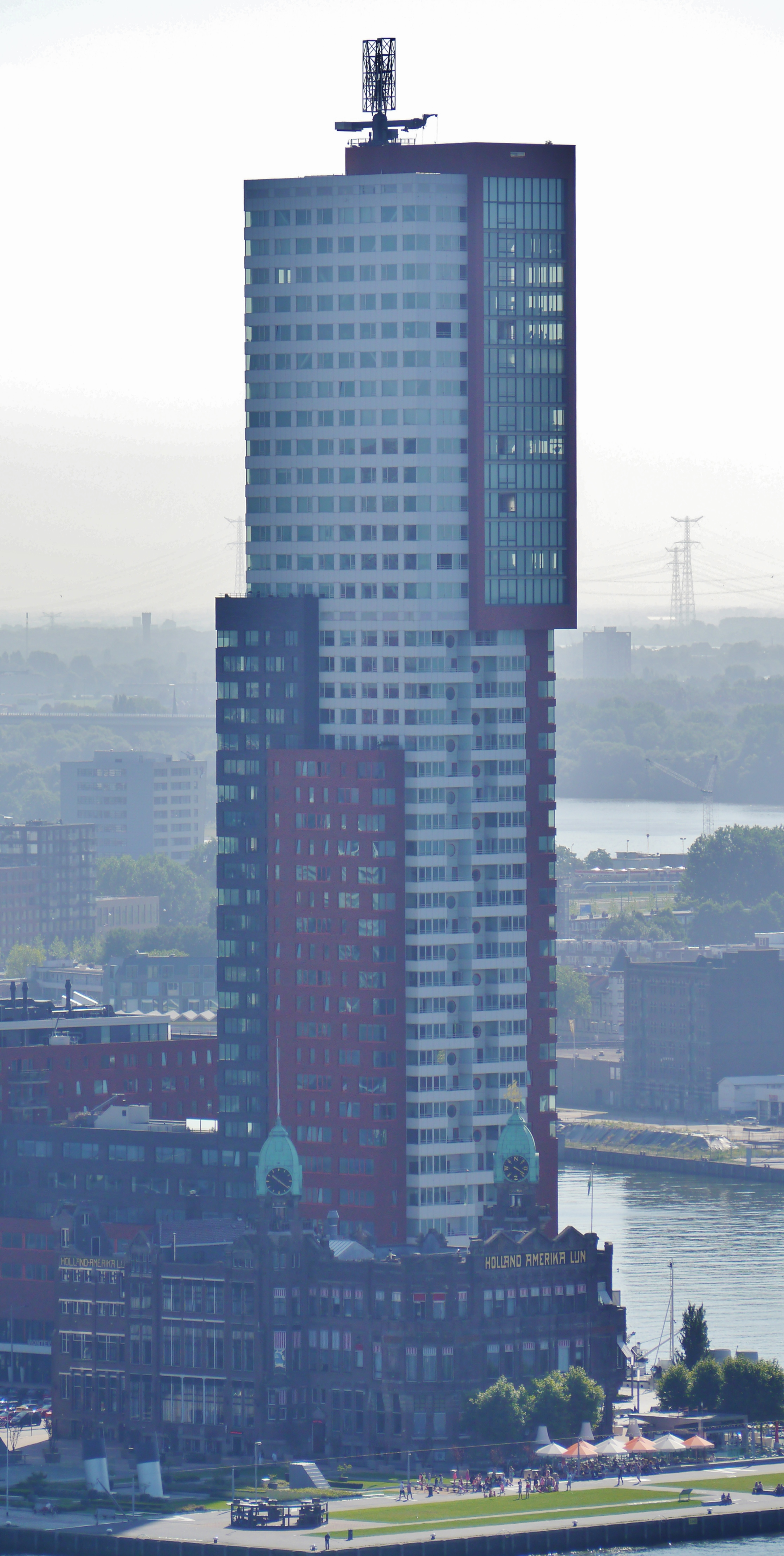
La tour vue de l'Euromast.